# Raydell Kewal
Raydell Kewal (Amsterdam, 24 december 1985) is een Nederlands voetballer die als verdediger voor Stormvogels Telstar in de Eerste divisie speelde.

## Carrière
Raydell Kewal, die in Almere-Haven opgroeide, speelde in de jeugd van SV Almere, FC Omniworld en AZ. Met Jong AZ werd hij in 2006 landskampioen. In 2007 vertrok hij naar Stormvogels Telstar, dat in de Eerste divisie speelde. Hij debuteerde voor Telstar op 19 augustus 2007, in de met 1-0 gewonnen thuiswedstrijd tegen HFC Haarlem. Kewal speelde zeven wedstrijden voor Telstar, waarna hij naar Ter Leede verkaste. Bij Ter Leede speelde hij acht jaar tot hij in 2016 naar OFC vertrok. In de seizoenen 2017-2018 en 2018-2019 speelde hij in het eerste elftal van VV Unicum uit Lelystad.

### Statistieken
| Seizoen                  | Club                | Land           | Competitie         | Competitie | Competitie | Beker | Beker | Totaal | Totaal |
| Seizoen                  | Club                | Land           | Competitie         | Wed.       | Dlp.       | Wed.  | Dlp.  | Wed.   | Dlp.   |
| ------------------------ | ------------------- | -------------- | ------------------ | ---------- | ---------- | ----- | ----- | ------ | ------ |
| 2007/08                  | Stormvogels Telstar | Nederland      | Eerste divisie     | 7          | 0          | 0     | 0     | 7      | 0      |
| 2013/14                  | Ter Leede           | Nederland      | Topklasse zaterdag | 26         | 0          | 1     | 0     | 27     | 0      |
| 2016/17                  | OFC                 | Nederland      | Derde divisie zo.  | 16         | 0          | 2     | 0     | 18     | 0      |
| Carrièretotaal           | Carrièretotaal      | Carrièretotaal | Carrièretotaal     | 49         | 0          | 3     | 0     | 52     | 0      |
| Bijgewerkt op 3 mei 2019 |                     |                |                    |            |            |       |       |        |        |